# Cantón de Bressuire
El cantón de Bressuire es una circunscripción electoral departamental francesa del departamento de Deux-Sèvres, en la región de Nueva Aquitania.
A partir de la reforma de 2013 los cantones en Francia dejaron de ser subdivisiones administrativas y solo existen en el contexto de elecciones departamentales.

## Geografía
El cantón está organizado alrededor de Bressuire, dentro del distrito de Bressuire. Su altitud varía desde los 90 metros de Faye-l'Abbesse a los 236 del propio Bressuire.

## Composición
Actualmente el cantón está compuesto por un grupo de 6 comunas.
En 2006 tenía 22 114 habitantes e incluía las siguientes comunas:
- Boismé
- Bressuire
- Chiché
- Faye-l'Abbesse

- Datos: Q339701